# Giulio Antonio Bonasone

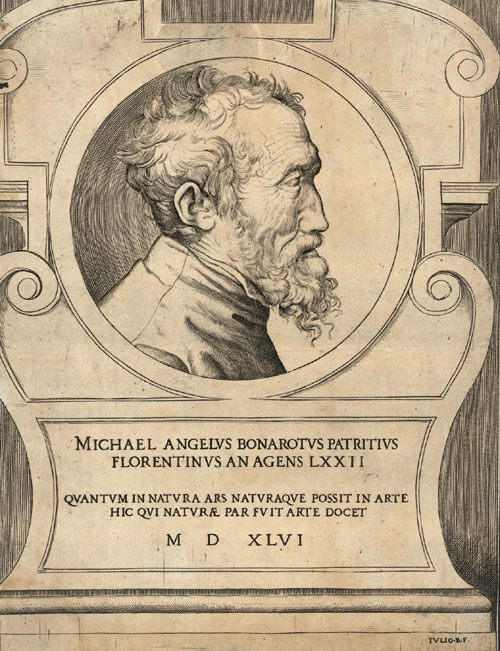
Porträt des Michelangelo von Giulio Antonio Bonasone

Giulio di Antonio Bonasone (* Beginn des 16. Jahrhunderts in Bologna) war ein italienischer Kupferstecher, Maler und Radierer.

## Leben
Bonasone war ein Sohn des Kupferstechers Antonio Bonasone. Die Familie stammte ursprünglich aus Carpi und hatte sich Ende des 15. Jahrhunderts in Bologna niedergelassen. Sein Vater erlangte 1492 das Bürgerrecht der Stadt. Er war in der Zeit von 1531 bis 1574 in Bologna und in Rom tätig. Er war in Bologna ein Schüler des Malers Lorenzo Sabatini in dessen Stil er ein Gemälde der Kirche S. Stefano anfertigte. Seine Kupferstichtechnik stand zwischen der Marcantonio Raimondis und Gian Giacomo Caraglios, ohne deren Qualität zu erreichen. Er fertigte auch Radierungen nach der Manier Parmigianinos. Seine mehr als 350 Blätter biblischen, mythologischen und historischen Inhalts nach den Meistern Raffael, Michelangelo, Primaticcio lassen oftmals eine Korrektheit der Wiedergabe der Hintergründe und Beiwerke erkennen. Er fertigte einen großen Teil seiner Stiche nach eigenen Zeichnungen an und gab die Werke anderer Meister sehr frei wieder. Er sah sich mehr als Imitator und entlieh auch in seinen eigenen Werken oft Teile aus berühmten Werken großer Meister.